# Graner Berg

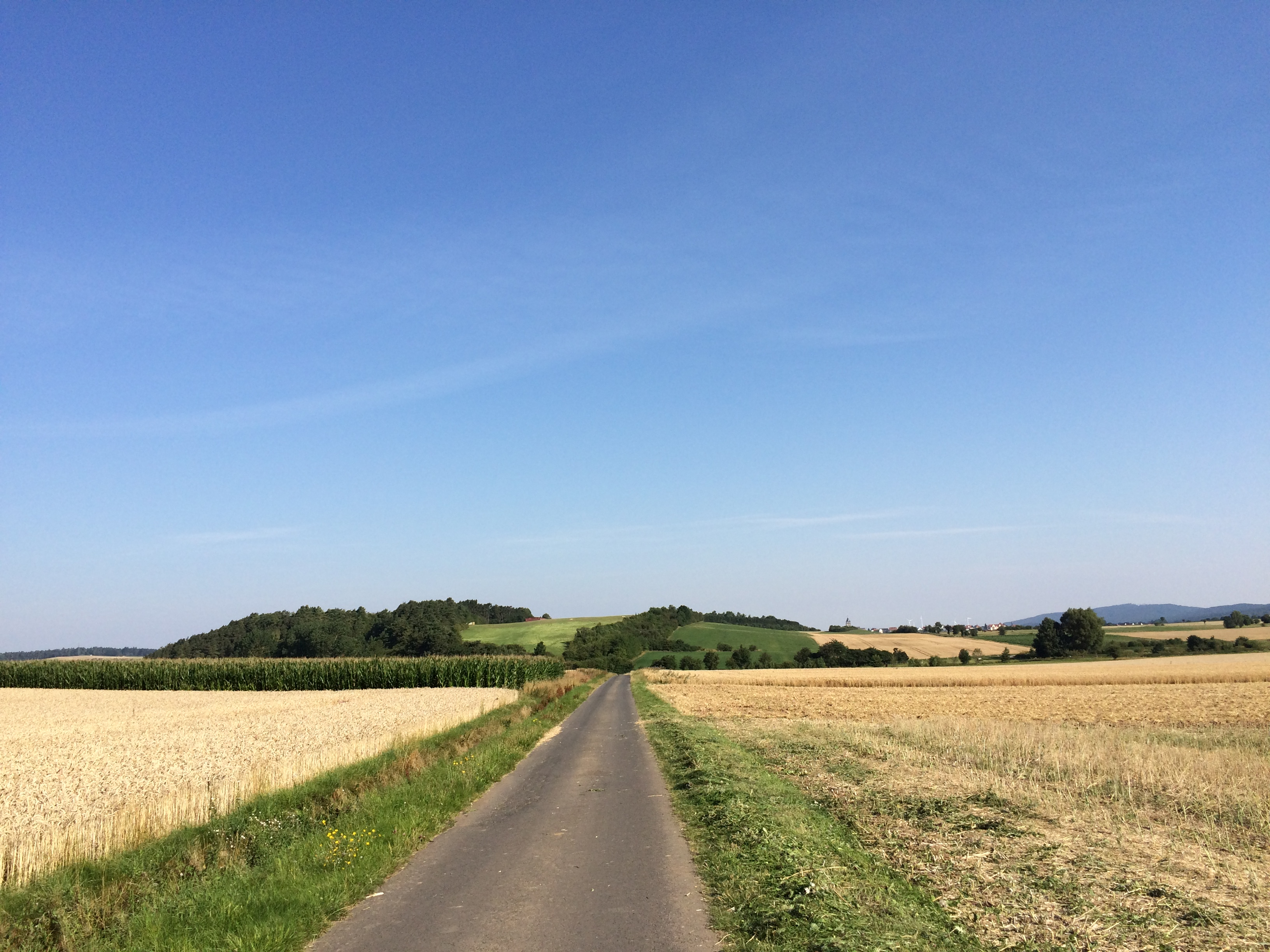
Blick aus Richtung Bründersen nordwestwärts zum Graner Berg

Der Graner Berg ist eine 315 m ü. NHN hohe Erhebung der Ostwaldecker Randsenken bei Wolfhagen im nordhessischen Landkreis Kassel.
Der Name der Erhebung stammt vom ehemaligen Kirchdorf Gran, eine Siedlung chattisch-sächsischer Bauern vom Ende des 4. Jahrhunderts oder, anderen Angaben zufolge, aus dem 8. Jahrhundert; beides fällt in die jahrhundertelange Zeit der Christianisierung. Weithin bekannt ist die Erhebung durch den auf ihren Hochlagen gelegenen Flugplatz Wolfhagen-Graner Berg.

## Geographische Lage
Der Graner Berg liegt im Wolfhager Hügelland im Westteil des Naturparks Habichtswald. Er erhebt sich zwischen der Kernstadt von Wolfhagen im Norden und dessen Stadtteilen Istha im Osten, Bründersen im Südsüdosten und Leckringhausen im Westen. Westlich um die Erhebung herum fließt der Erpe-Zufluss Mühlenwasser. Im dortigen Tal liegen die Wüstung Gran und die Ansiedlung Granfeld. Östlich erstreckt sich am Mühlenwasser das Naturschutzgebiet Glockenborn bei Bründersen (1995 ausgewiesen, 0,23 km² groß), jenseits davon liegt die Wüstung Todenhausen (Ersterwähnung 1074) mit dem Todenhäuser Friedhof.

## Geologie und Landschaft
Der Graner Berg besteht aus bankigen Kalksteinen des rund 240 Millionen Jahre alten Muschelkalks. Die Südwest-, West- und Nordhänge seiner flachkuppigen Erhebung sind bewaldet, seine Hochlagen sind eben, großflächig und waldlos (dort liegt der Flugplatz) und die östlichen Hanglagen werden teils landwirtschaftlich genutzt.

## Naturräumliche Zuordnung
Der Graner Berg liegt in der naturräumlichen Haupteinheitengruppe Westhessisches Bergland (Nr. 34) in der Haupteinheit Ostwaldecker Randsenken (341) und gehört im Wolfhager Hügelland (341.3) überwiegend zum Naturraum Isthaebene (341.34), wobei Ausläufer seines Nordhangs bis in den Naturraum Ehringer Senke (341.30) reichen.

## Graner-Berg-Türme

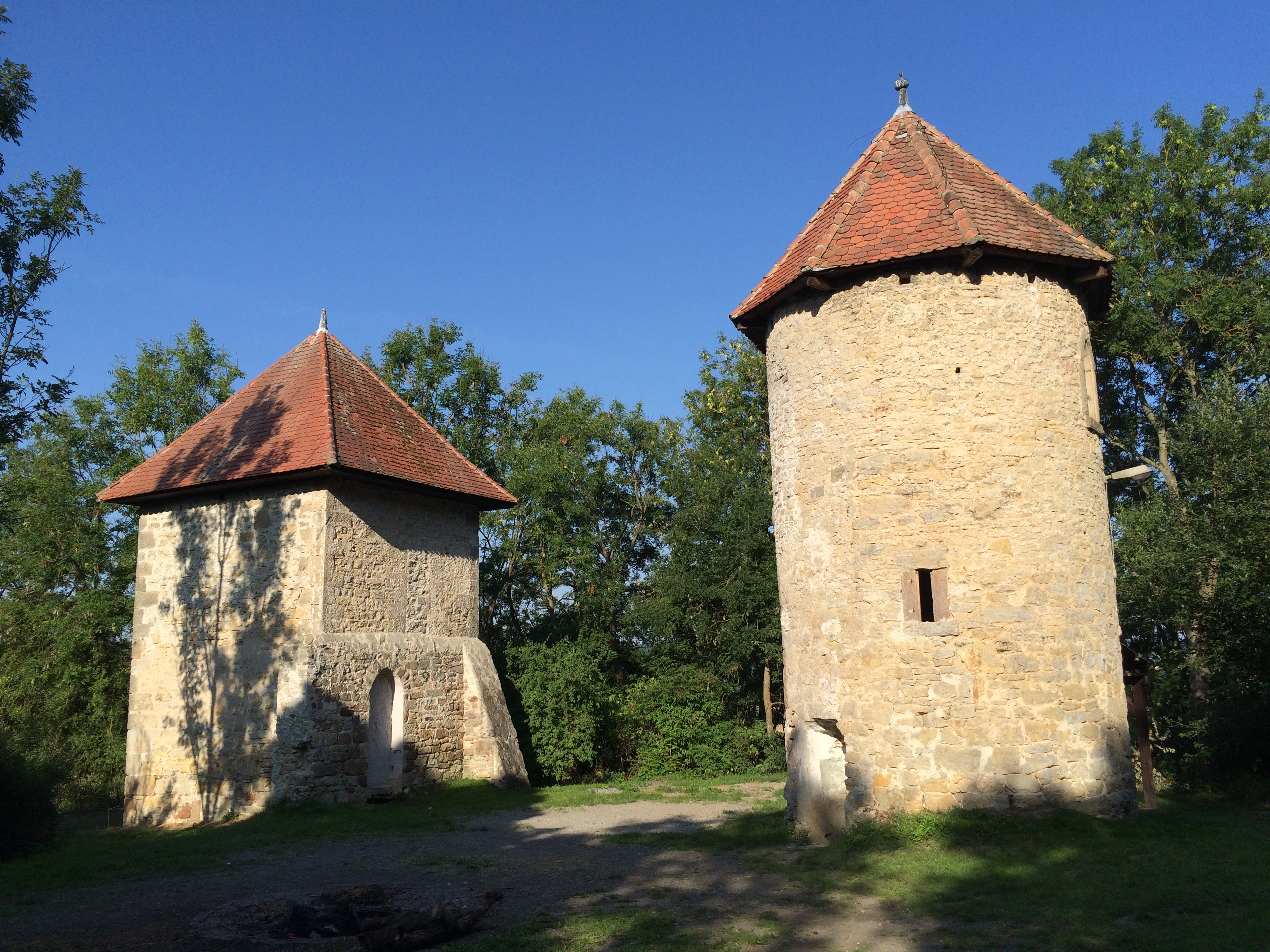
Graner-Berg-Türme

Auf dem Graner Berg stehen etwas westlich des Flugplatzes die Graner-Berg-Türme. Die zwei mittelalterlich wirkenden Türme wurden aber erst in den Jahren 1905 bis 1909 errichtet.
Ab 1946 baute Bruno Noll die Türme und vorhandene Barackenteile zu seiner Wohnung aus und richtete auch eine bescheidene Gastronomie ein. Diese verfügte anfänglich weder über Strom- noch Wasseranschluss; anfangs wurde Strom mittels eines Stromaggregats erzeugt. Im Laufe der Jahre konnte er den Gebäudekomplex als Heim für die Segelflieger und als Ausflugslokal ausbauen. 1961 gab er sein Lokal aus Altersgründen auf. Es wurde von Peppi Piretti übernommen. Sein Pachtvertrag endete 1976. In der Folge verfielen die Wohn- und Gastronomiegebäude. Diese wurden, zum Bedauern vieler Wolfhager, abgerissen. Nur die beiden Türme sind noch erhalten.
Derzeit wird die Fläche an den Türmen als Grill- und Bedarfszeltplatz genutzt.

## Drachenhöhle
Knapp 300 m südlich vom Gipfel des Graner Bergs breitet sich im Hang zum Mühlenwasser in Richtung der Wüstung Gran und der Ansiedlung Granfeld die Drachenhöhle aus, die Landrat Ludwig von Buttlar Anfang des 20. Jahrhunderts als Steinbruch in den Fels treiben ließ, um dort Baumaterial für die Türme zu gewinnen. Auf einem Schild am Eingang stand Drachenhöhle. Ihr verwinkelter Felsengang führt rund 25 m in das Gestein; ursprünglich reichte er als Fluchttunnel bis zu beiden Graner-Berg-Türmen, doch seit langer Zeit ist die Verbindung dorthin verschüttet. In Bründersen erzählt man sich, dass sich im Krieg in der Höhle Flüchtlinge versteckt haben sollen.

## Verkehrsanbindung und Wandern
Auf den Graner Berg gelangt man über einen an der von Wolfhagen nach Ippinghausen führenden Landesstraße 3214 beginnenden Fahrweg (Hinweisschild Sportflugplatz), der letztlich recht steil bergauf zum Gipfel und damit zum Flugplatz verläuft. Über die Erhebung führt der 52 km lange Wanderweg Volkmarser Weg (Volkmarsen–Fritzlar; Wegzeichen V) im Abschnitt Wolfhagen–Bründersen und der 9,29 km lange Rundwanderweg Granerbergweg (W3). Vorbei an den Graner-Berg-Türmen und der Drachenhöhle verläuft ein Waldpfad.

## Aussichtsmöglichkeit
Vom Graner Berg kann die Aussicht besonders in östlichen Richtungen unter anderem zu den Hinterhabichtswälder Kuppen mit dem Großen Bärenberg sowie zum Isthaberg und Hohen Habichtswald genossen werden; zudem ist im Norden der Elsbergrücken zu sehen.